# Sasha Lakovic
Sasha Lakovic (Vancouver, Brit Columbia, 1971. szeptember 7. – Vancouver, Brit Columbia, 2017. április 25.) kanadai jégkorongozó.

## Pályafutása
1992 és 2005 között különböző ligák csapataiban szerepelt. Játszott az AHL-ben és az IHL-ben. Az NHL-ben az 1996–97-es idényben a Calgary Flames, 1997 és 1999 között a New Jersey Devils csapataiban szerepelt.